# Фредерикс, Платон Александрович
Барон Платон Александрович Фредерикс (1828—1888) — генерал-лейтенант, генерал-адъютант, генерал-губернатор Восточной Сибири.

## Биография
Родился 19 (31) января 1828 года. Происходил из дворян княжества Финляндского, сын полковника Кинбурнского драгунского полка Александра Ивановича Фредерикса. Крещён был 2 февраля 1828 года в Сергиевском соборе, крестник деда своего барона И. И. Фредерикса и тетки баронессы М. И. Фредерикс. 
Образование получил в Дворянском полку, из которого 13 июня 1848 года выпущен офицером в лейб-гвардии Егерский полк, откуда в 1863 году назначен на должность Варшавского генерал-полицмейстера; в том же и следующем году он принимал участие в подавлении польского восстания.
По производстве 30 ноября 1864 года в генерал-майоры (со старшинством от 30 августа 1869 года), барон Фредерикс 8 ноября того же года был зачислен в свиту Его Величества и принимал участие в следственных делах по поводу Польского восстания 1863—1864 годов. За эти труды он был награждён орденами св. Станислава 1-й степени (в 1865 году) и св. Анны 1-й степени (в 1866 году).
С сентября 1866 года занимал должность начальника 3-го округа Отдельного корпуса жандармов, в феврале 1867 года вернулся в Польшу и был назначен начальником Варшавского жандармского округа; был пожалован майоратом в Царстве Польском.
18 июля 1871 года пожалован в звание генерал-адъютанта, а 14 декабря 1873 года, с производством в генерал-лейтенанты, был зачислен по Забайкальскому казачьему войску и назначен на пост генерал-губернатора Восточной Сибири и командующего войсками Восточно-Сибирского военного округа.
В 1875 г. совершил поездку в Приморскую область, в 1876 г. – в Троицкосавск. На этой должности он отстаивал территориальную целостность генерал-губернаторства, отвергал планы административного переустройства края. Считал, что генерал-губернаторская власть необходима еще на десятилетие, до проведения железной дороги и завершения реформ.
Необходимость сохранения сильной власти аргументировал также общей неустроенностью ссылки и опасностью, исходящей от политических ссыльных.
В 1879 г. после увольнения от должности выехал из Иркутска. 
Среди прочих наград имел ордена Св. Владимира 2-й степени (1868 год) и Белого орла (1877 год).
Умер 17 (29) сентября 1888 года. Похоронен на православном Волковском кладбище.